# Drepanogynis athroöpsegma
Drepanogynis athroöpsegma är en fjärilsart som beskrevs av Louis Beethoven Prout. Drepanogynis athroöpsegma ingår i släktet Drepanogynis och familjen mätare. Inga underarter finns listade i Catalogue of Life.